# Ross County
Ross County ist ein County im Bundesstaat Ohio der Vereinigten Staaten. Der Verwaltungssitz (County Seat) ist Chillicothe.

## Geographie
Das County liegt im mittleren Süden von Ohio und hat eine Fläche von 1795 Quadratkilometern, wovon zwölf Quadratkilometer Wasserfläche sind. Es grenzt im Uhrzeigersinn an folgende Countys: Pickaway County, Hocking County, Vinton County, Jackson County, Pike County, Highland County und Fayette County.

## Geschichte
Ross County wurde am 20. August 1798 aus Teilen des Adams County und des Washington County gebildet. Benannt wurde es nach James Ross, einem Politiker und Senator von Pennsylvania.
Im County liegt ein National Historical Park, der Hopewell Culture National Historical Park. Zwei Orte haben den Status einer National Historic Landmark, die Adena Mansion und die Hopeton Earthworks. 43 Bauwerke und Stätten des Countys sind im National Register of Historic Places eingetragen (Stand 5. April 2018).

## Demografische Daten

Alterspyramide des Ross County

Nach der Volkszählung im Jahr 2000 lebten im Ross County 73.345 Menschen in 27.136 Haushalten und 19.185 Familien. Die Bevölkerungsdichte betrug 41 Einwohner pro Quadratkilometer. Ethnisch betrachtet setzte sich die Bevölkerung zusammen aus 91,74 Prozent Weißen, 6,20 Prozent Afroamerikanern, 0,31 Prozent amerikanischen Ureinwohnern, 0,35 Prozent Asiaten, 0,02 Prozent Bewohnern aus dem pazifischen Inselraum und 0,19 Prozent aus anderen ethnischen Gruppen; 1,20 Prozent stammten von zwei oder mehr Ethnien ab. 0,58 Prozent der Bevölkerung waren spanischer oder lateinamerikanischer Abstammung.
Von den 27.136 Haushalten hatten 32,7 Prozent Kinder und Jugendliche unter 18 Jahre, die bei ihnen lebten. 55,2 Prozent waren verheiratete, zusammenlebende Paare, 11,1 Prozent waren allein erziehende Mütter, 29,3 Prozent waren keine Familien, 24,9 Prozent waren Singlehaushalte und in 10,3 Prozent lebten Menschen im Alter von 65 Jahren oder darüber. Die Durchschnittshaushaltsgröße betrug 2,50 und die durchschnittliche Familiengröße lag bei 2,97 Personen.
Auf das gesamte County bezogen setzte sich die Bevölkerung zusammen aus 24,0 Prozent Einwohnern unter 18 Jahren, 8,6 Prozent zwischen 18 und 24 Jahren, 31,6 Prozent zwischen 25 und 44 Jahren, 23,6 Prozent zwischen 45 und 64 Jahren und 12,2 Prozent waren 65 Jahre alt oder darüber. Das Durchschnittsalter betrug 37 Jahre. Auf 100 weibliche Personen kamen 108,3 männliche Personen. Auf 100 Frauen im Alter von 18 Jahren oder darüber kamen statistisch 109,0 Männer.
Das jährliche Durchschnittseinkommen eines Haushalts betrug 37.117 USD, das Durchschnittseinkommen der Familien betrug 43.241 USD. Männer hatten ein Durchschnittseinkommen von 35.892 USD, Frauen 23.399 USD. Das Prokopfeinkommen betrug 17.569 USD. 9,1 Prozent der Familien und 12,0 Prozent der Bevölkerung lebten unterhalb der Armutsgrenze. Davon waren 15,1 Prozent Kinder oder Jugendliche unter 18 Jahre und 10,2 Prozent waren Menschen über 65 Jahre.